# Deficit di proteina C
Il deficit di proteina C è una malattia genetica rara che predispone a eventi trombotici. È stata descritta per la prima volta nel 1981. Questa patologia appartiene ad un gruppo di malattie genetiche note come trombofilie. La prevalenza del deficit di proteina C è stata stimata tra lo 0,2 e lo 0,5% della popolazione generale. Il deficit di proteina C è associato a un'accresciuta incidenza di tromboembolismi venosi (rischio relativo 8-10), mentre non è stata trovata alcuna associazione con eventi trombotici arteriosi.

## Fisiopatologia
La funzione principale della proteina C è la sua proprietà anticoagulante come inibitrice dei fattori della coagulazione V e VIII. Una deficienza nella sua concentrazione ematica porta ad una diminuita inattivazione dei fattori Va e VIIIa. Ci sono due tipi principali di mutazioni della proteina C che possono provocarne carenza:
- Tipo I: Danno quantitativo della proteina C (per ridotta produzione o breve emivita)
- Tipo II: Danno qualitativo, nel quale l'interazione con le altre molecole è alterata. Sono stati descritti in letteratura difetti nell'interazione con trombomodulina, fosfolipidi, fattori V e VIII e altri.

La maggioranza delle persone con deficit della proteina C presentano mutazioni in uno solo dei geni, sono pertanto eterozigoti. Prima del 1999 erano stati descritti solo sedici casi di carenza da proteina C di tipo omozigote. Questa condizione si manifesta come purpura fulminans nel neonato.

## Complicanze
La proteina C è vitamina K-dipendente. I pazienti con carenza di proteina C, pertanto, sono soggetti ad un accresciuto rischio di sviluppare necrosi della pelle durante il trattamento con warfarin. La proteina C ha una breve emivita (6 ore) confrontata con altri fattori vitamina-K dipendenti e pertanto è rapidamente depleta in seguito all'inizio della terapia anticoagulante con inibitori della vitamina K, dando uno stato transiente di ipercoagulazione.

## Trattamento
In casi di nota familiarità viene talvolta considerata anche la prevenzione primaria con aspirina, eparina o warfarin. La profilassi anticoagulante diventa trattamento d'elezione per tutti i pazienti che sviluppano un trombo venoso, a prescindere dalle cause.
Studi clinici hanno dimostrato un accresciuto rischio di eventi tromboembolici venosi ricorrenti in pazienti con deficit di proteina C. pertanto, una terapia anticoagulante con warfarin deve essere presa in considerazione in questi soggetti.
Il trapianto di fegato può essere curativo nei casi di deficit di proteina C omozigoti.